# Operation Bagration
Operation Bagration (ryska: Oперация Багратион, Operatsija Bagration) var en sovjetisk offensiv på andra världskrigets östfront under 1944. Detta var täcknamnet för den vitryska offensiva operationen, den sovjetiska arméns offensiv i Vitryssland och östra delarna av Polen mellan 23 juni och 29 augusti 1944.
I operationen deltog på sovjetisk sida fyra fronter: 1:a baltiska (Hovhannes Bagramjan), 1:a vitryska (Konstantin Rokossovskij), 2:a vitryska (G. F. Zacharov) och 3:e vitryska (I. D. Tjernjachovskij). Mot de fyra ryska fronterna stod på tysk sida Armégrupp Mitte under ledning av Ernst Busch. Offensiven blev en fullständig framgång för den sovjetiska sidan, som efter bara fyra veckor stod vid Warszawas förstäder, omkring 500 kilometer väster om frontlinjen den 22 juni.
Ur tysk synvinkel innebar offensiven en katastrof. I slutet av augusti uppgick de tyska förlusterna till omkring 200 000 man, och tre av de arméer som ingick i armégrupp Mitte (4:e armén, 3:e pansararmén och 9:e armén) hade i princip upphört att existera.
Täcknamnet "Bagration" kommer från den ryske generalen Pjotr Bagration som blev rysk krigshjälte under Napoleonkrigen på 1800-talet.

## Styrkeförhållanden[11]

### Den sovjetiska sidan
- Kanoner och granatkastare: 36 000
- Stridsvagnar och självgående artilleri: över 5 000
- Flygplan: över 5 000

### Den tyska sidan
- Kanoner och granatkastare: 9 500
- Stridsvagnar och självgående artilleri: över 900
- Flygplan: 1 350

## Historik

### Bakgrund
I Vitryssland hoppades tyskarna kunna stoppa den sovjetiska anstormningen med hjälp av ett på förhand förberett och djupt utbyggt (upp till 270 km) försvar, som stödde sig på ett system av fältbefästningar och lämpliga naturliga hinder (floder, breda sumpiga flodstränder och så vidare). Detta frontavsnitt bevakades av de allra bästa trupperna som inom sina led hade ett stort antal veteraner från 1941 års kampanj. Det tyska kommandot räknade med att landskapet och det kraftiga försvarssystemet uteslöt möjligheten för Röda armén för ett framgångsrikt genomförande av offensiva operationer här i Vitryssland. Hitler gav dock order om ett mer Sterilt försvar. Många generaler ville istället försöka sig på det traditionella rörliga försvaret. Den tyska militära ledningen förväntade sig att Röda arméns huvudanfall sommaren 1944 skulle komma söder om Pripjatträsken, och det var där som större delen av de tyska pansartrupperna och de motoriserade enheterna var koncentrerade. Tyskarna räknade med att huvudmålet för den sovjetiska framryckningen skulle bli Balkan - en traditionell zon för de ryska intressena.
Men det sovjetiska kommandot utarbetade en helt annan plan. Offensivens strategiska huvudmål var framförallt tidigare sovjetryskt territorium: Vitryssland, västra Ukraina och Baltikum. Dessutom, kunde inte Röda armén genomföra några effektiva offensiver söder om Pripjatträsken utan att först likvidera den norra utbuktningen i frontlinjen, som tyskarna kallade för den vitryska balkongen. Alla framgångsrika ryska genombrott från Ukrainas territorium och västerut (till Ostpreussen, Polen, Ungern och andra länder) kunde framgångsrikt lamslås genom flankanfall från den vitryska balkongen.
Ingen av de tidigare sovjetiska operationerna hade förmodligen planerats med sådan noggrannhet. Som ett exempel kan nämnas att innan offensiven hade de sovjetiska minröjarna avlägsnat 34 000 tyska minor i sektorn för huvudanfallet, man hade förberett 193 passager för stridsvagnarna och infanteriet, och flera övergångsställen hade byggts över floderna Drut och Dnepr. Den 23 juni 1944, dagen efter treårsdagen av krigets inledning, slog Röda armén till mot Armégrupp Mitte med oerhörd kraft och revanscherade sig på detta sätt tillfullo för sitt förnedrande nederlag i Vitryssland sommaren 1941.
Efter det att det sovjetiska kommandot hade blivit övertygat om det ineffektiva med separata offensiva operationer på östfrontens centrala avsnitt, attackerade man denna gång tyskarna med styrkor från fyra olika fronter (vilkas styrkor till tre fjärdedelar var koncentrerade på flankerna). I första anfallet deltog huvuddelen av styrkorna avsedda för offensiven. Den vitryska offensiven gav stor hjälp åt den andra fronten i Europa, som hade öppnats den 6 juni, eftersom den hindrade det tyska kommandot från att aktivt överföra trupper från östfronten, där man nu hade fullt upp med att bromsa upp den sovjetiska framryckningen.

### Förlopp
Operationen kan delas upp i två etapper. Under den första (23 juni-4 juli) bröt de sovjetiska arméerna igenom frontlinjen och med hjälp av flera omfattande manövrer lyckades omringa en stor tysk gruppering i trakten av Minsk, Bobrujsk, Vitebsk, Orsja och Mogiljov. Det sovjetiska anfallet föregicks av en massiv artilleriförberedelse (150-200 artilleripjäser och granatkastare per km i genombrottssektorn). Första dagen ryckte de sovjetiska arméerna på vissa avsnitt fram mellan 20 och 25 kilometer varefter mobila enheter sattes in i genombrottsområdet. Redan den 25 juni hade 11 tyska divisioner blivit omringade i närheten av Bobrujsk. Vid Bobrujsk tillämpade den sovjetiska armén för första gången massiva flyganfall, som desorganiserade och skingrade tyska enheter som var på väg att göra ett utbrytningsförsök.
Under tiden genomförde 1:a och 3:e vitryska fronterna djupgående flankanfall med staden Minsk som gemensamt mål. Den 3 juli befriade den sovjetiska armén Vitrysslands huvudstad, där man omringade en 100 000 man stark tysk gruppering. En stor roll i de här operationerna spelade de vitryska partisanerna. Genom aktiv samverkan med de framryckande fronterna, desorganiserade de "folkliga hämnarna" tyskarnas kommunikationslinjer och förlamade på detta sätt deras förmåga att förflytta sina trupper. Efter 12 dagars strider hade Röda armén ryckt framåt mellan 225 och 280 kilometer och bröt därmed igenom tyskarnas huvudförsvarslinje. Ett säreget facit för denna första anfallsetapp blev De besegrades parad, en marsch med över 57 000 tyska soldater och officerare genom Moskvas gator, vilka hade tagits tillfånga under operationens gång.
Således förlorade den tyska fronten sin fasthet och kollapsade under den första etappen, och operationen övergick nu i en manövrerande fas. Walter Model som ersatte E. Busch lyckades inte stoppa den sovjetiska offensiven. Under offensivens andra etapp (5 juli-29 augusti) bröt de sovjetiska arméerna in bakom det tyska försvaret och fick operativ handlingsfrihet. Den 13 juli anföll den sovjetiska 1:a ukrainska fronten söder om Pripjatträsken och den sovjetiska offensiven började utveckla sig från Baltikum till Karpaterna. I början av augusti kom de främre sovjetiska enheterna fram till Wisła och Ostpreussens gräns. Här hejdades den sovjetiska framryckningen upp av tyska reserver som hade hunnit fram. I augusti/september fick de sovjetiska styrkorna – som hade tagit brohuvuden vid Wisla (vid Magnuszow och Puławy) och Narev – slå tillbaka kraftiga tyska motanfall.

### Resultat
Under den vitryska operationen (Operation Bagration) genomförde den sovjetiska armén en kraftig framryckning från Dnepr till Wisła och tillryggalade en sträcka på 500-600 kilometer. Röda armén hade befriat hela Vitryssland, större delen av Litauen och gick in i Polen. För genomförandet av denna operation tilldelades general Rokossovskij titeln Marskalk.
Den vitryska offensiven innebar ett totalt nederlag för Armégrupp Mitte, vars irreversibla förluster uppgick till 400 000 man (26 000 döda och 158 000 tillfångatagna); 2 000 stridsvagnar och 57 000 fordon. För denna seger fick Röda armén betala ett högt pris. Dess totala förluster uppgick till över 700 000 man (av vilka 170 000 döda); 2 957 stridsvagnar och självgående artilleri; 2 447 kanoner och granatkastare; samt 822 flygplan.
Den vitryska operationen kännetecknades av de högsta förlustsiffrorna för den sovjetiska armén under de strategiska operationerna 1944. Även de dagliga förlustsiffrorna var de högsta under det året, vilket vittnar om stridernas höga intensitet och tyskarnas hårda motstånd. Detta styrks även av det faktum att antalet döda tyska soldater och officerare under denna operation var 2,5 gånger högre än antalet tillfångatagna. Men oavsett det var detta ett av de största nederlagen för Wehrmacht under hela andra världskriget. Enligt de tyska militärernas mening innebar katastrofen i Vitryssland ett slut för tyskarnas organiserade motstånd på östfronten. Röda arméns framryckning hade nu övergått till en allmän offensiv där fronten snart inte längre stod i Sovjet.